# Frederik Veuchelen
Frederik Veuchelen (Korbeek-Lo, 4 september 1978) is een Belgisch voormalig wielrenner.

## Carrière
Frederik Veuchelen, professional sinds 2004, begon zijn carrière bij Vlaanderen-T Interim. Vanaf 2005 reed hij voor Chocolade Jacques. Zijn opvallendste resultaat was de onverwachte winst in de semi-klassieker Dwars door Vlaanderen in 2006. Hij rijdt tegenwoordig vaak in dienst maar af en toe wordt hij toch als kopman uitgespeeld. In de Parijs-Nice van 2012 liet Veuchelen van zich spreken door twee opeenvolgende dagen in de aanval te trekken en zo het eindklassement van de bergtrui in de wacht te slepen. Aan het einde van het seizoen 2013 stopte Vacansoleil de sponsoring van zijn wielerploeg, waarna Veuchelen een contract tekende bij Wanty-Groupe Gobert. Op 10 oktober 2017 maakte Veuchelen zijn afscheid aan de wielersport bekend. Hij begeleidt nu jonge sporters en profrenners (Hoofdtrainer: Intermarché-Wanty-Gobert Matériaux World Team).

## Overwinningen

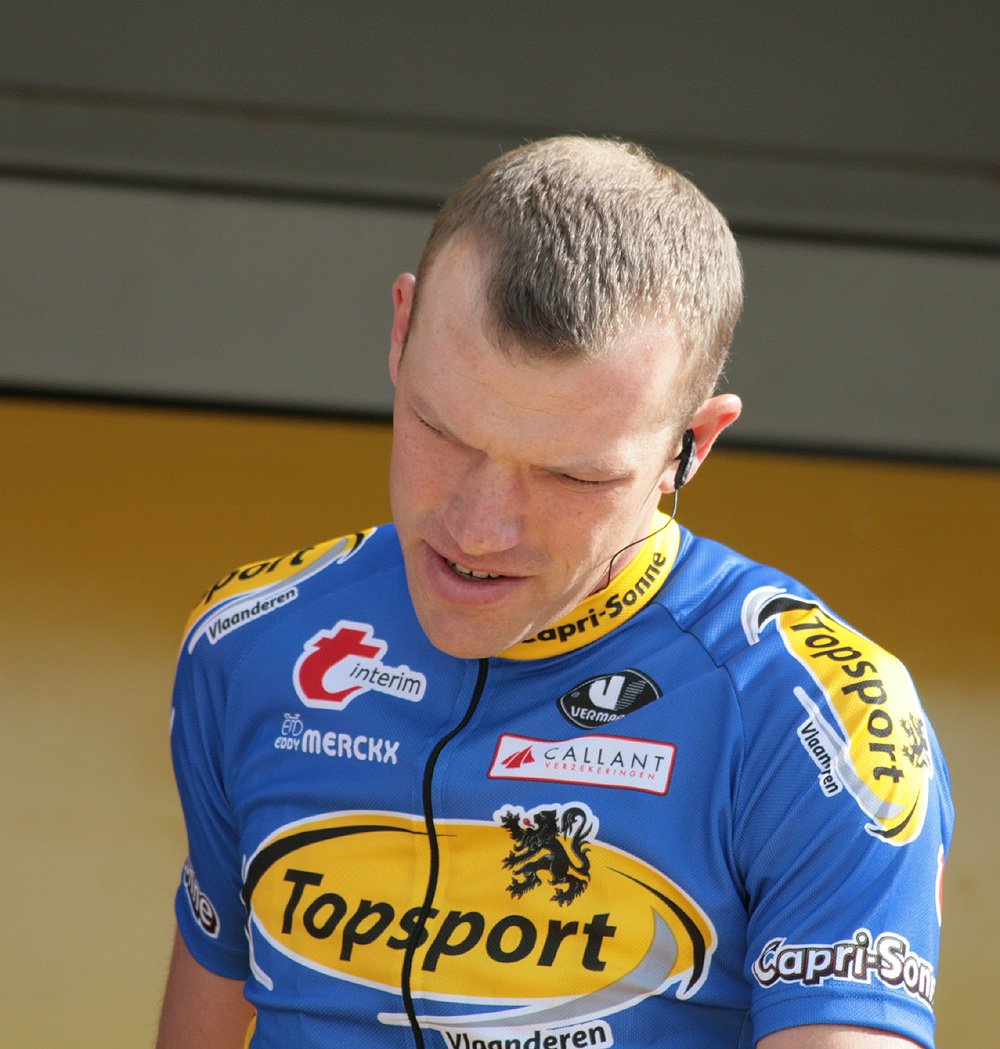
Vóór de start van Luik-Bastenaken-Luik 2008

2003
2e en 4e etappe van de Triptyque Ardennais
Memorial Philippe Van Coningsloo
2e etappe Spar Arden Challenge
4e etappe Ronde van Vlaams-Brabant
2006
Dwars door Vlaanderen
2012
 Bergklassement Parijs-Nice
2015
 Bergklassement Ronde van Beieren

## Resultaten in voornaamste wedstrijden
| Jaar | Ronde van Italië | Ronde van Frankrijk | Ronde van Spanje |
| ---- | ---------------- | ------------------- | ---------------- |
| 2005 |                  |                     |                  |
| 2006 |                  |                     |                  |
| 2007 |                  |                     |                  |
| 2008 |                  |                     |                  |
| 2009 |                  |                     |                  |
| 2011 | 106e             |                     |                  |
| 2012 |                  |                     |                  |
| 2013 | 83e              |                     |                  |
| 2014 |                  |                     |                  |
| 2015 |                  |                     |                  |
| 2016 |                  |                     |                  |
| 2017 |                  |                     |                  |

| Jaar | Milaan-San Remo | Gent-Wevelgem | Ronde van Vlaanderen | Parijs-Roubaix | Amstel Gold Race | Luik-Bast.‑Luik | Dwars door Vlaanderen | Waalse Pijl |
| ---- | --------------- | ------------- | -------------------- | -------------- | ---------------- | --------------- | --------------------- | ----------- |
| 2005 |                 |               |                      |                |                  | opgave          |                       |             |
| 2006 |                 |               | 101e                 |                | opgave           | opgave          | Goud                  |             |
| 2007 |                 | 114e          | 111e                 |                | opgave           | opgave          | 50e                   | 97e         |
| 2008 |                 | 158e          | opgave               |                | 105e             | opgave          |                       | 63e         |
| 2009 |                 |               | opgave               | opgave         |                  |                 |                       |             |
| 2011 |                 | 106e          | opgave               | opgave         |                  |                 |                       |             |
| 2012 | 126e            |               |                      | 52e            |                  |                 |                       | 90e         |
| 2013 | 132e            |               |                      | opgave         |                  | 146e            |                       |             |
| 2014 |                 | 84e           | opgave               | opgave         |                  |                 | 84e                   |             |
| 2015 |                 | opgave        | opgave               |                |                  |                 | 69e                   |             |
| 2016 |                 |               |                      |                | opgave           | opgave          |                       | opgave      |
| 2017 |                 |               |                      | opgave         |                  |                 |                       |             |

## Ploegen
- 2004- Vlaanderen-T-Interim
- 2005- Chocolade Jacques-T Interim
- 2006- Chocolade Jacques-Topsport Vlaanderen
- 2007- Chocolade Jacques-Topsport Vlaanderen
- 2008- Topsport Vlaanderen
- 2009- Vacansoleil Pro Cycling Team
- 2010- Vacansoleil Pro Cycling Team
- 2011- Vacansoleil-DCM Pro Cycling Team
- 2012- Vacansoleil-DCM Pro Cycling Team
- 2013- Vacansoleil-DCM Pro Cycling Team
- 2014- Wanty-Groupe Gobert
- 2015- Wanty-Groupe Gobert
- 2016- Wanty-Groupe Gobert
- 2017- Wanty-Groupe Gobert

Wielerploegen van Frederik Veuchelen
Barbé · Belaey · Caethoven · Daelmans · De Schrooder · De Spiegelaere · Demeyere · Gilmore · Kleynen · Kuyckx · Mertens · Meys · Peeters · Schoonacker · Van Der Linden · Van der Slagmolen · Van Huffel · Van Hyfte · Van Mechelen · Van Speybroeck · Veuchelen · Willems · Ghyllebert (stagiair) · Nevens (stagiair)
Barbé · Belaey · Caethoven · Daelmans · De Schrooder · Eeckhout · Ghyllebert · Gilmore · Hovelijnck · Huysmans · Keisse · Kleynen · Lisabeth · Mertens · Peeters · Stubbe · Van Der Linden · Van Impe · Van Mechelen · Van Speybroeck · Veuchelen · Willems · Wynants
Barbé · Belaey · Caethoven · D'Hollander · De Fauw · Dehaes · De Schrooder · Eeckhout · Ghyllebert · Gilmore · Hovelijnck · Huysmans · Keisse · Lisabeth · Pauwels · Renders · Stubbe · Van Der Linden · Van Mechelen · Vanheule · Verbist · Veuchelen · Willems · Wynants · Maes (stagiair)
Barbé · Caethoven · Coenen · D'Hollander · De Fauw · De Ketele · Dehaes · De Schrooder · Eeckhout · Ghyllebert · Gilmore · Hovelijnck · Keisse · Lisabeth · Maes · Pauwels · Renders · Schets · Stubbe · Van Der Linden · Vanendert · Vanheule · Verbist · Veuchelen
Barbé · Coenen · De Ketele · Dehaes · Eeckhout · Ghyllebert · Goddaert · Hovelijnck · Ingels · Keisse · Maes · Neyens · Nolf · Pauwels · Renders · Schets · Van Hecke · Vandewalle · Vanheule · Vanspeybrouck · Verbist · Veuchelen · Bakelants (stagiair)
van Amerongen ·
Božič ·
Carrara · 
Cooke · 
De Vocht · 
Gołaś (vanaf 01/08) · 
van Groen ·
Honig ·
Hoogerland ·
Lagoetin ·
Leukemans ·
Lhotellerie (tot 01/07) · 
Löwik ·
Marcato ·
Mol ·
Mortensen · 
Mouris ·
Poels ·
Pronk ·
Traksel · 
Veuchelen · 
Vierhouten ·
Westra ·
Berkhout (stagiair) ·
van Leijen (stagiair) · 
Ruijgh (stagiair) 
Božič ·
Carrara · 
B. Feillu · 
R. Feillu · 
Gardeyn ·
Gołaś · 
van Groen ·
Hoogerland ·
Lagoetin ·
van Leijen · 
Leukemans ·
Marcato ·
Mol ·
Mortensen · 
Mouris ·
Ongarato · 
Poels ·
Pronk (tot 25/04) ·
Riccò (vanaf 01/09) ·
Rossetto ·
Ruijgh ·
Traksel · 
Veuchelen · 
Westra ·
Ligthart (stagiair) ·
Stevens (stagiair) 
Anzà ·
Belkov ·
Božič ·
Carrara · 
De Gendt · 
Devolder · 
Feillu · 
Gardeyn ·
Gołaś · 
Hoogerland ·
Keizer ·
Lagoetin ·
van Leijen · 
Leukemans ·
Ligthart ·
Marcato ·
Mol ·
Mosquera · 
Mouris ·
Ongarato · 
Pavarin ·
Pidhorny ·
Poels ·
Riccò (tot 25/04) ·
Ruijgh ·
Selvaggi · 
Veuchelen · 
Westra ·
Lindeman (stagiair) ·
Markus (stagiair) · 
Wauters (stagiair) 
Boeckmans ·
Carrara · 
De Gendt · 
Denifl ·
Devolder · 
Feillu · 
Hoogerland ·
van Hummel ·
Keizer ·
Lagoetin ·
Larsson · 
Leukemans ·
Ligthart ·
Lindeman ·
Marcato ·
Marczyński ·
Markus ·
Mol · 
Morajko · 
Mortensen ·
Novikov ·
Pavarin ·
Poels ·
Ruijgh ·
Selvaggi · 
Valls · 
Van Impe ·
Veuchelen · 
Westra ·
Hamelink (stagiair) ·
Kreder (stagiair) · 
Lammertink (stagiair) · 
Wauters (stagiair)
Boeckmans ·
Bole ·
De Gendt ·  
Feillu · 
Flecha · 
Hoogerland ·
van Hummel ·
Keizer ·
Kreder ·
Lagoetin ·
Lammertink · 
Leukemans ·
Ligthart ·
Lindeman ·
Marcato ·
Marczyński ·
Markus ·
Mol · 
Novikov ·
Poels ·
B. van Poppel · 
D. van Poppel · 
Ruijgh ·
Rujano (tot 30/06) ·
Selvaggi · 
Valls · 
Veuchelen · 
Wauters ·
Westra
Backaert · Baugnies · De Greef · De Troyer · De Vreese · Degand · Drucker · Ghyselinck · Gilbert · Habeaux · Jans · M. Kreder · W. Kreder · Leukemans · Minnaard · Napolitano · Robert · Seeldraeyers · Selvaggi · Sijmens · Van Melsen · Vanlandschoot · Veuchelen · Maes (stagiair) · Seynaeve (stagiair)
Antonini · Backaert · Baugnies · De Greef · De Troyer · Devriendt · Dron · Eijssen · Gasparotto · Ghyselinck · Jans · Leukemans · Marcato · Minnaard · Napolitano · Robert · Selvaggi · Seynaeve · Van Melsen · Vanlandschoot · Veuchelen · Barroso (stagiair) · Callebaut (stagiair) · Stenuit (stagiair)